# Pinacoteca civica (Ascoli Piceno)

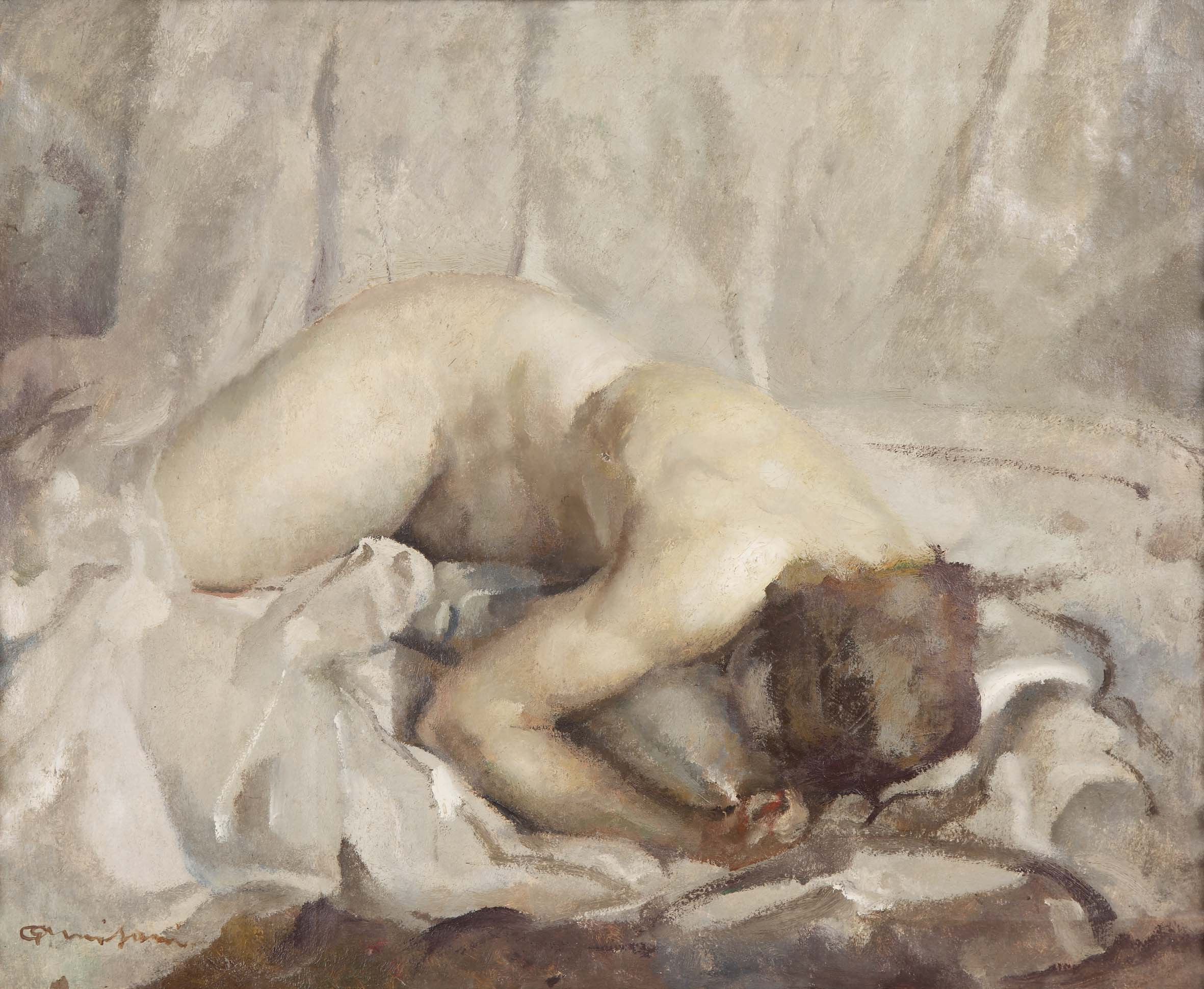
Giuseppe Amiani, Dolore, 1900

La Pinacoteca civica di Ascoli Piceno, considerata tra le più importanti della regione Marche, e dell'Italia centrale, occupa le ali Nord (interamente) e Ovest (parzialmente) del primo e del secondo piano del Palazzo dell'Arengo nella Piazza Arringo.

## Storia e descrizione
Il museo venne aperto il 4 agosto 1861 per iniziativa di Giorgio Paci e Giulio Gabrielli, entrambi artisti ascolani, i quali, alla prima collezione civica, raccolta a partire dall'ultimo quarto del XVIII secolo su iniziativa del prelato ascolano Alessandro Maria Odoardi, e composta di oggetti di varia tipologia (dalle opere pittoriche alle oreficerie tardogotiche sino ai papiri egizi), secondo l'idea della Wunderkammer dei collezionisti, aggiunsero un buon numero di opere, principalmente di soggetto religioso, provenienti dalle chiese e dagli edifici dei vari Ordini religiosi ascolani, i cui beni furono incamerati dallo Stato Unitario, in seguito al decreto Valerio. A questa prima sistemazione ne seguirono altre, legate agli ingressi di altri nuclei di opere, a partire dalla collezione di Antonio Ceci, acquisita nel 1924, di Ernesto Verrucci e, già precedentemente, quella dei mobili della famiglia dei conti Sgariglia.
Le attuali 15 sale espositive ospitano un ragguardevole numero di opere pittoriche su tela e su tavola, datate dal XIV al XX secolo, sculture, affreschi rimossi, raccolte numismatiche, ceramiche, strumenti musicali e miniature. Il percorso museale è inoltre arricchito da un cospicuo arredo dallo stile Barocco allo stile Impero composto di consolles, lampadari, tendaggi. La collezione di ceramiche è costituita da oggetti di varie manifatture italiane ed europee quali Castelli, Doccia, Meissen ed altre. La sezione costituita dalle maioliche ascolane, di cui si può osservare la sua intera evoluzione, dal 2007 è stata trasferita nel Museo dell'Arte Ceramica. Di grande riguardo è anche la collezione di disegni e stampe, arricchitasi grazie a vari lasciti nel corso di tutto l'arco del Novecento, con fogli di Guercino, Pietro da Cortona, Pier Leone Ghezzi, Giuseppe e Lazzaro Giosafatti, Mariani, Mussini ed altri.
Tra gli artisti presenti si citano: Tiziano, Giuseppe Amisani, Guido Reni, Carlo Crivelli, Pietro Alemanno, Cola dell'Amatrice, Simone De Magistris, Luca Giordano, Carlo Maratta, Alessandro Magnasco detto il Lissandrino, Bernardo Bellotto detto il Secondo Canaletto, Sebastiano Conca, Giovanni Paolo Pannini, Bernardo Strozzi, Giuseppe Pellizza da Volpedo e altri. Tra gli artisti ascolani figurano opere di Ludovico Trasi, Biagio Miniera, Tommaso Nardini, Nicola Monti, Giulio Gabrielli, Ferdinando Cicconi, Domenico Ferri, Dino Ferrari e Giulia Centurelli.
Arricchiscono il percorso le sculture di Ercole Rosa, Pietro Tenerani, Nicola Cantalamessa Papotti, Romolo Del Gobbo, Ugolino Panichi, Ettore Ximenes, Alfio Ortenzi e altri ancora.

## Sale

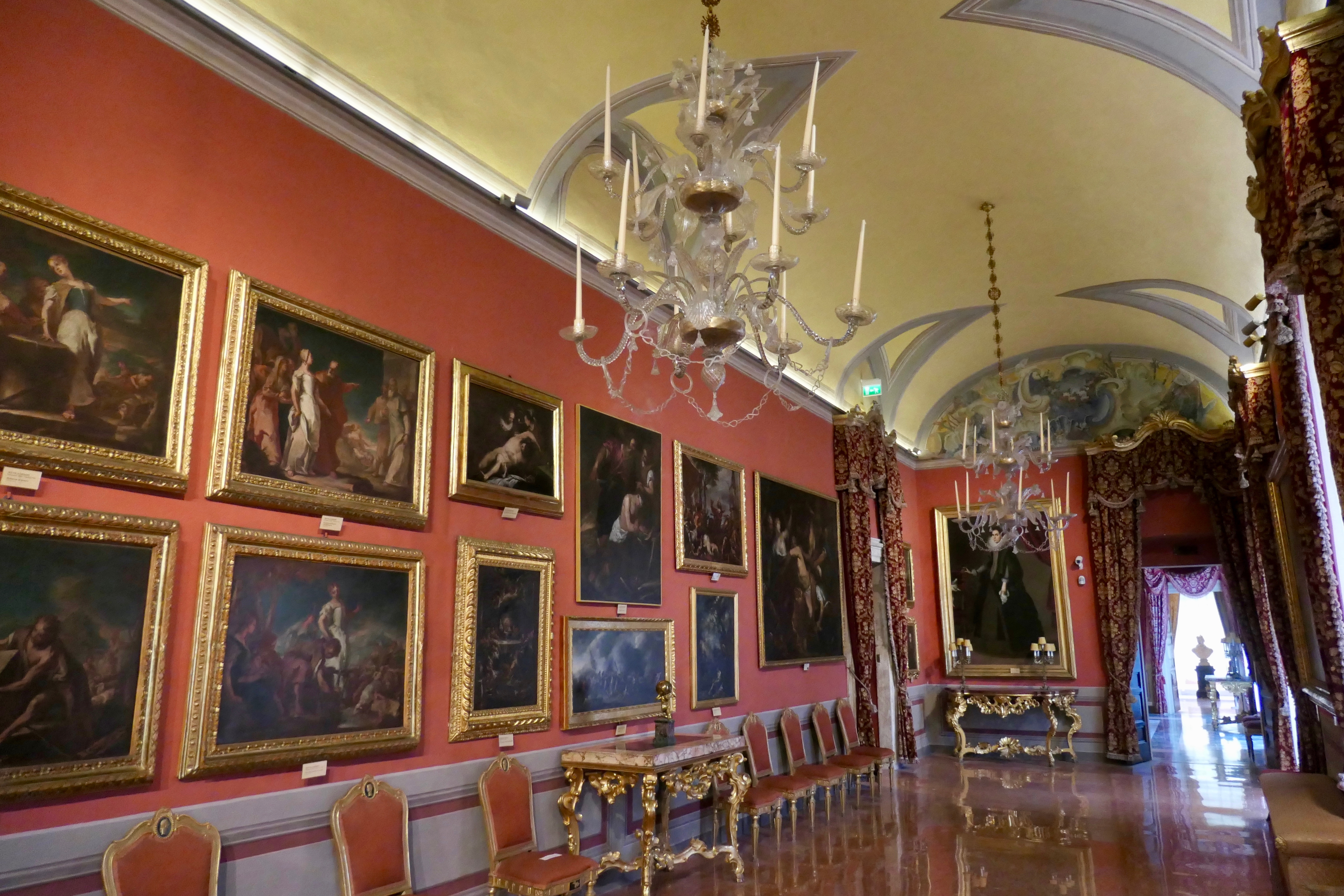
Particolare della Galleria

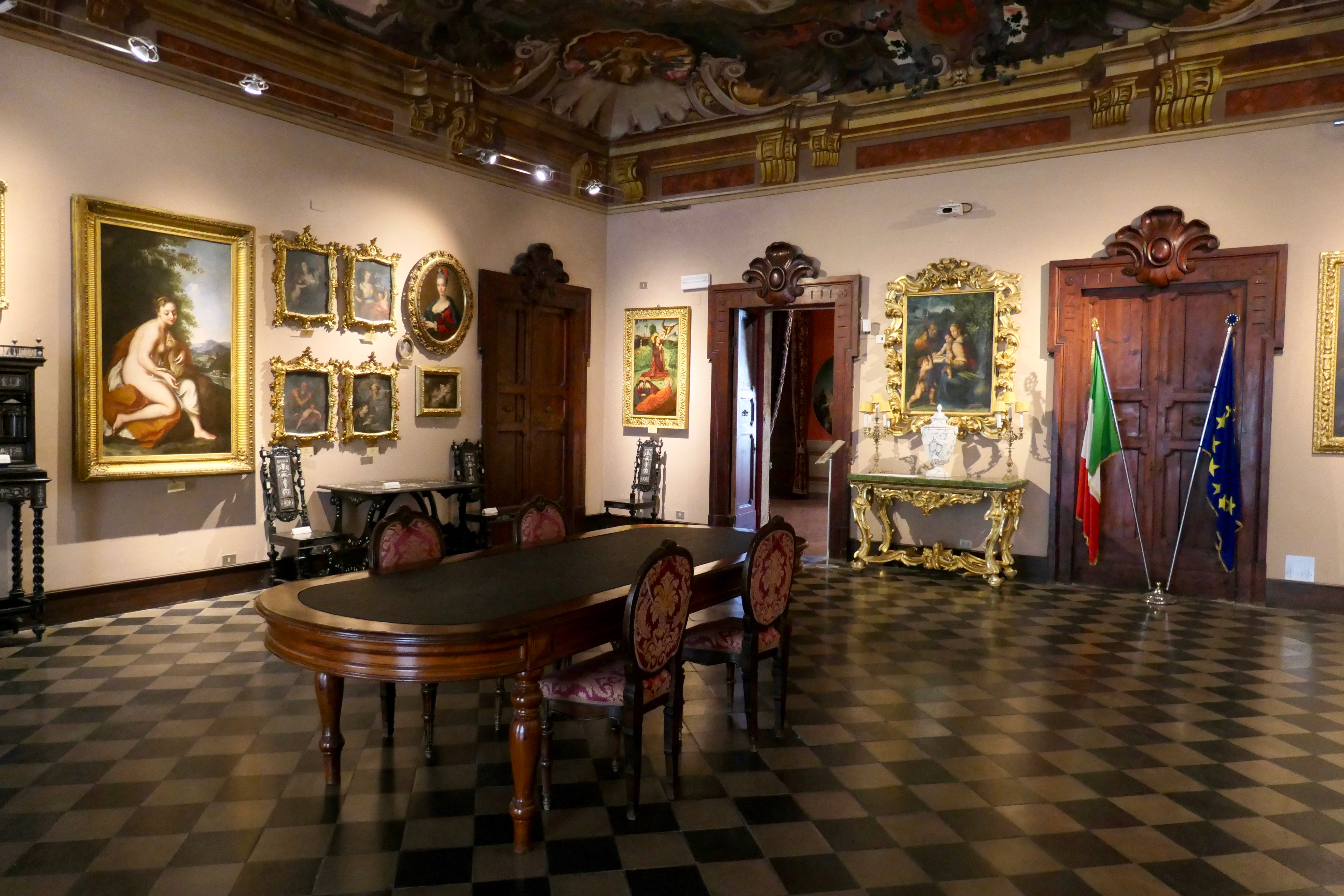
Sala Ceci

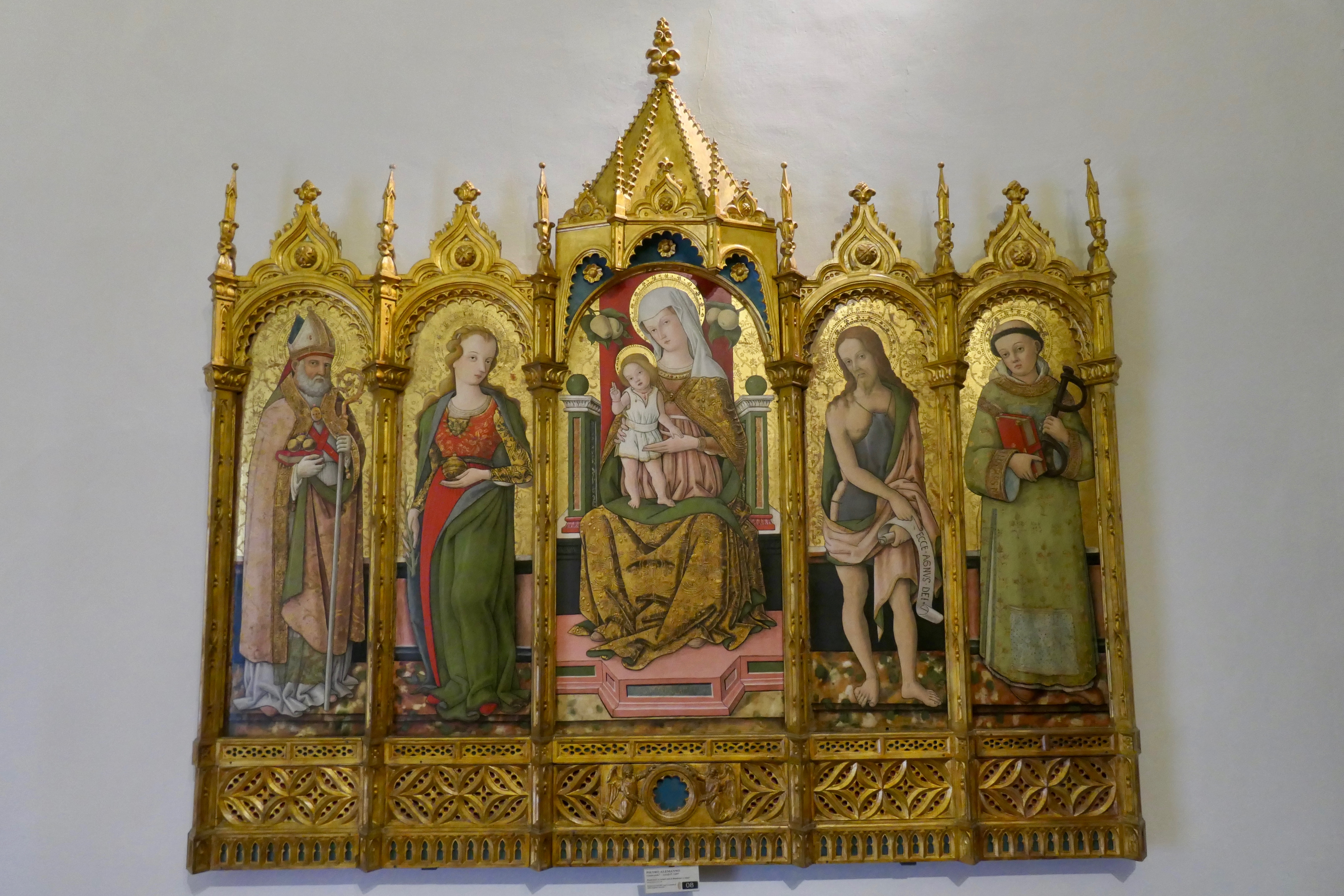
Il Polittico della Carità, Pietro Alemanno, 1489

### Primo piano
- Sala Ventidio Basso - ambiente di ingresso al museo, ospita tele di varie epoche e sculture ottocentesche;
- Sala della Vittoria - preceduta dal breve corridoio di passaggio in cui è collocata parte della collezione Ceci, con dipinti toscani e fiamminghi, l'ampio salone che nel Medioevo ospitò il Consiglio Generale e, tra la seconda metà del XVI e la prima metà del XIX, il primo teatro comunale della città, interamente in legno, è principalmente dedicata alle opere di Cola dell'Amatrice, nelle quali è possibile osservare la sua evoluzione artistica. In sala è anche la sua Istituzione dell'Eucaristia, proveniente dall'Oratorio del Corpus Domini di San Francesco, di cui era la pala d'altare, che reca la firma Cola Amatricianus faciebat. Il Polittico di San Bartolomeo delle Piagge dello stesso artista è del 1509.La sala è dominata dal Monumento equestre di Vittorio Emanuele II di Nicola Cantalamessa Papotti, donato al Comune nel 1885 dall'artista medesimo;
- Sala del Piviale - ospita il Piviale di Niccolò IV e alcuni tra i capolavori del museo come i due trittici di Carlo Crivelli: il Primo trittico di Valle Castellana, tempera su tavola, nello spazio centrale del quale è rappresentata la Vergine col Bambino ed ai lati San Giacomo della Marca e San Pietro Martire. Negli scomparti laterali San Pietro e San Sebastiano, nella parte alta il Padre Eterno. Questo trittico proviene dalla chiesa di San Vito di Valle Castellana; il Secondo trittico di Valle Castellana proviene dalla stessa chiesa della provincia di Teramo. In sala sono esposti anche alcuni polittici di Pietro Alemanno;
- Sala di Tiziano - conserva l'Annunciazione anch'essa di Pietro Alemanno, commissionata nel 1484 in memoria dell'avvenuta concessione della "libertas ecclesiastica" da parte di papa Sisto IV. Nella parte bassa centrale della tela è raffigurata la pianta della città di Ascoli del Quattrocento. Questa tela proviene dalla cappella anzianale del Palazzo dei Capitani del Popolo della città; le Stimmate di San Francesco di Tiziano (1570 ca.), olio su tela di Tiziano Vecellio, commissionata dal prelato ascolano Desiderio Guidoni e proveniente dalla chiesa ascolana di San Francesco; la Madonna del Rosario è una tela firmata da Simone De Magistris e datata 1592, ordinata dal Cardinale domenicano Girolamo Bernerio, vescovo di Ascoli, per la Chiesa di San Domenico, interessante anche per la veduta di Ascoli in basso al centro;[1]
- Galleria -  ospita, tra le molte opere presenti, l'Annunciazione di Guido Reni (1629) commissionata da Dianora Alvitreti per il proprio altare nella chiesa di Santa Maria della Carità e il Transito di San Giuseppe di Luca Giordano (1677), firmata, proveniente dalla chiesa del Carmine;
- Sala Ceci – decorata nel soffitto con l'Allegoria della Guerra Sociale tra Ascoli e Roma di Domenico Ferri (1895), presenta, insieme con l'ultima parte della sala precedente, la maggior parte della collezione donata dal medico ascolano Antonio Ceci, vissuto tra la seconda metà del XIX e la prima metà del XX secolo;
- Sala di Cecco - dedicata a Cecco d'Ascoli, conserva la grande tela di soggetto storico raffigurante Cecco d'Ascoli che tiene una lezione a Firenze di Giulio Cantalamessa (1875) e, al centro della sala, Paolo e Francesca, virtuosistica scultura di inizio XX secolo, realizzata da Romolo Del Gobbo. L'arredo della sala è arricchito da tre consolles romane ed altrettante specchiere veneziane, opere del XVIII secolo;
- Sala del Pastorello -  che prende il nome dalla statua di Raffaele Belliazzi, collocata al centro della sala, ospita anche il Ritratto di Giovanna Garzoni di Carlo Maratta e altre opere del Barocco, tra cui quelle di Pier Leone Ghezzi;
- Sala Fior di Vita – con il tondo della Passeggiata amorosa di Giuseppe Pellizza da Volpedo (1901);

### Secondo piano
- Sala delle Colonne – Ospita principalmente ritratti femminili di varie scuole dell'Ottocento italiano;
- Sala De Carolis - Ferri – Ospita l'Autoritratto di Augusto Mussini, il trittico I cavalli del Sole di Adolfo De Carolis e Dolore, 1900, olio su tela di Giuseppe Amisani;
- Sala Giosafatti – dall'analoga struttura e dimensioni della galleria al piano inferiore, è dedicata a Lazzaro e Giuseppe Giosafatti, massimi scultori e architetti del XVIII secolo, dei quali conserva bozzetti in gesso e terracotta delle opere in marmo di carattere monumentale e pale di artisti ascolani del Sei e Settecento quali Ludovico Trasi, Biagio Miniera e Nicola Monti;
- Sala Pasqualini – Vasto ballatoio posto sopra la Sala della Vittoria, è esposta una collezione di liuteria dal XVIII al XX secolo.

## Opere

### Il Piviale di Niccolò IV
La pinacoteca custodisce anche un unicum magnifico e prezioso: il piviale di manifattura inglese del XIII secolo, perfettamente conservato, che il papa ascolano Niccolò IV donò alla Cattedrale della città il 28 luglio 1288.
Il paramento è realizzato in tessuto di tipo sciamito, (tessitura di seta composta da due orditi, fondo e legatura, e da un numero minimo di due tramature legate in diagonale), misura cm 159X340, raro esempio di opus anglicanum, arricchito di broccato a fili in oro e riccamente ornato da tre serie di figurazioni, ricamate in seta, racchiuse all'interno di clipei disposti in registri orizzontali.
Nelle tre serie si mostrano 16 ovali e 4 semiovali che recano rappresentate figure istoriate di evangelisti, pontefici, una crocifissione nell'ovale centrale, e l'immagine della Madonna. In origine era decorato anche da perle e da gemme che furono poi rimosse e vendute per corrispondere la taglia imposta, nel periodo dell'invasione napoleonica, dal generale Rusca nel 1797.
Il piviale fu rubato il 6 agosto 1902 dalla cattedrale ascolana e per due anni non se ne ebbero notizie. Nel 1904 ricomparve esposto all'interno del South Kensington Museum di Londra risultando di proprietà dal banchiere e filantropo statunitense John Pierpont Morgan, che lo aveva acquistato ignorandone la provenienza.
Il banchiere conosciuta la storia e il furto del manufatto lo riconsegnò gratuitamente allo Stato Italiano il 28 luglio 1907. Da allora il Comune di Ascoli si occupa della sua custodia.